# O du, der du die Liebe bist
O du, der du die Liebe bist is een compositie van Niels Gade. Hij schreef het werk voor a capella gemengd koor in 1846. In tegenstelling tot veel werk van deze Deense componist is dit werk niet geheel en al vergeten. Het werd in 1967 opnieuw uitgegeven. Gade schreef het werk origineel voor een trouwerij in Leipzig voor koor en strijkinstrumenten. In 1856 arrangeerde hij het naar de koorpartij alleen en werd het uitgevoerd in Holmens Kirke, alwaar hij langdurig werkte.    
De stemverdeling:
- sopranen
- alten
- tenoren
- bassen